# Sugar City (Idaho)
Sugar City es una ciudad ubicada en el condado de Madison en el estado estadounidense de Idaho. En el Censo de 2010 tenía una población de 1514 habitantes y una densidad poblacional de 327,48 personas por km².

## Geografía
Sugar City se encuentra ubicada en las coordenadas 43°52′20″N 111°44′50″O / 43.87222, -111.74722. Según la Oficina del Censo de los Estados Unidos, Sugar City tiene una superficie total de 4.62 km², de la cual 4.61 km² corresponden a tierra firme y (0.34%) 0.02 km² es agua.

## Demografía
Según el censo de 2010, había 1514 personas residiendo en Sugar City. La densidad de población era de 327,48 hab./km². De los 1514 habitantes, Sugar City estaba compuesto por el 0.09% blancos, el 0.07% eran afroamericanos, el 0.4% eran amerindios, el 0.33% eran asiáticos, el 0% eran isleños del Pacífico, el 6.67% eran de otras razas y el 1.19% pertenecían a dos o más razas. Del total de la población el 10.9% eran hispanos o latinos de cualquier raza.